# Li-Fi

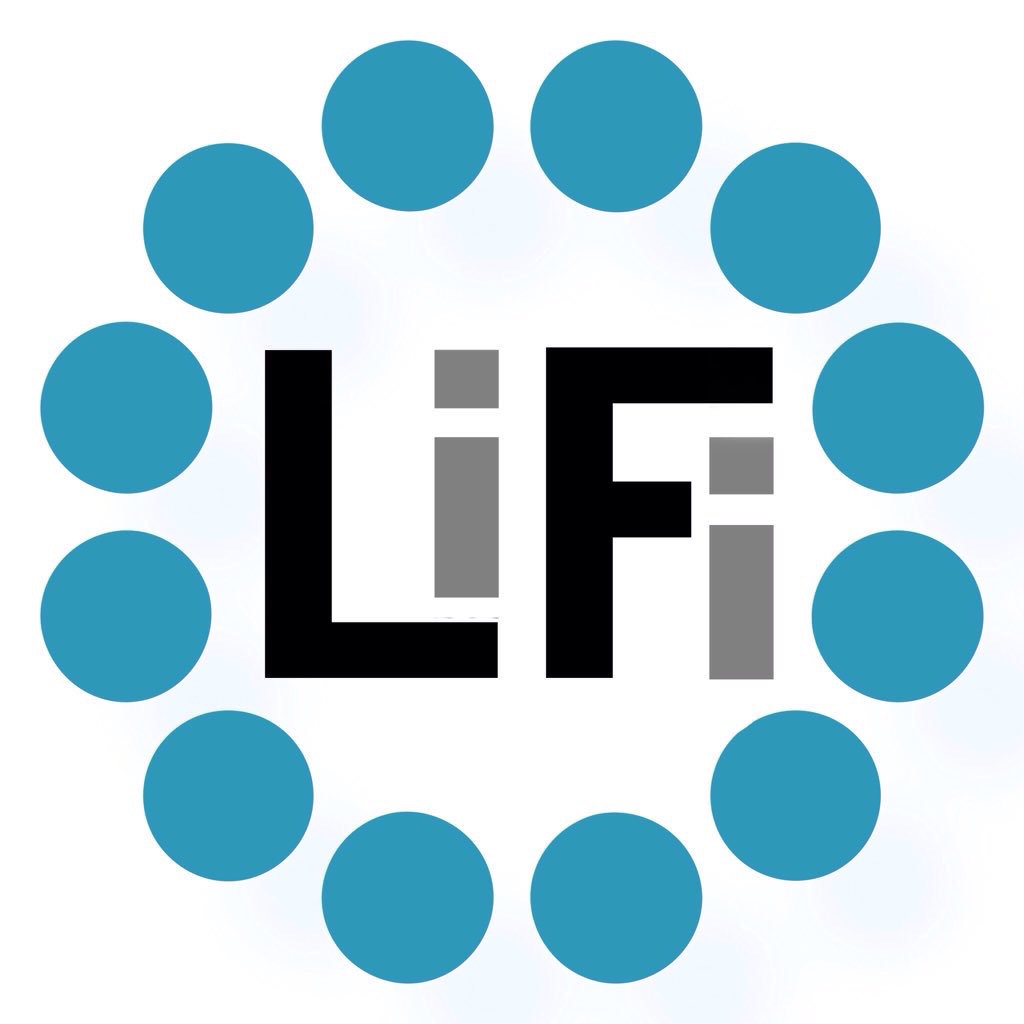
Logo för Li-Fi

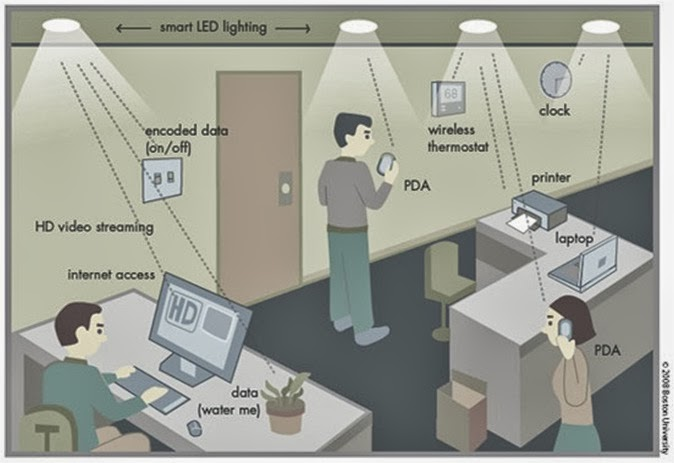
Exempel på användning av Li-Fi

Li-Fi, förkortning av light fidelity, är en teknologi för trådlös kommunikation som använder ljusspektra för att överföra data. För närvarande (2019) är LED-lampor de ljuskällor som kan användas för överföring med hjälp av ljus.
Begreppet LiFi lanserades av Harald Haas 2011. Såsom ett teknologibegrepp är Li-Fi ett kommunikationssystem som kan överföra data i höga hastigheter i det synliga ljusets, det ultravioletta ljusets och det infraröda ljusets elekromagnetiska spektra. 
Sett ur användarperspektiv är teknologin likartad Wi-Fi. Den avgörande tekniska skillnaden ligger i att Wi-Fi använder elektromagnetiska vågor i radiospektrum för att överföra data. Användningen av ljus ger Li-Fi ett antal fördelar, till exempel att  det ger större bandbredd och att det är mer användbart i miljöer med elektromagnetiska störningar (flygplanskabiner, sjukhus, med flera).

## Exempel på möjliga användningsområden
- Säkerhet – Ljusvågor kan till skillnad från radiovågor inte gå igenom väggar eller dörrar, med undantag av fönster. Detta kan utnyttjas för att skydda dataöverföring från "avlyssning".
- Användning under vattenytan – Fjärrstyrda undervattensfarkoster (ROV) styrs idag oftast med kabel. Li-Fi ger bättre möjlighet genom trådlös styrning.
- Sjukhus – LiFi åstadkommer inte elektromagnetiska störningar på medicinsk apparatur.
- Fordon – Fordon kan kommunicera med varandra genom strålkastare och bromsljus.